# Історичні області Балканського півострова
Історичні області Балканського півострова області виникали в різний час - від античності до сучасності - тому їх території можуть збігатися. На Балканах безліч раз змінювалися національні кордони, а тому в наш час[коли?] не можна з абсолютною достовірністю стверджувати про належність того чи іншого регіону до певної нації. У списку віддзеркалені історичні області, що існували на Балканах, при цьому вказані сучасні держави, на чиїх територіях розташовані ті чи інші регіони.
- Аттика (Греція)
- Ахайя (Греція)
- Беотія (Греція)
- Бока Которська (Чорногорія)
- Боснія (Боснія і Герцеговина, Сербія)
- Герцеговина (Боснія і Герцеговина, Хорватія)
  - Стара Герцеговина
- Далмація (Хорватія, Боснія і Герцеговина, Чорногорія)
- Дарданія (Сербія, Македонія, Албанія)
- Добруджа (Болгарія, Румунія)
  - Північна Добруджа (Румунія)
  - Південна Добруджа (на болг.) (Болгарія)
- Дукля (Чорногорія, Хорватія, Боснія і Герцеговина)
- Захумлє (Хорватія, Боснія і Герцеговина)
- Іллірія (Албанія, Чорногорія, Хорватія)
- Істрія (Хорватія, Словенія)
- Косово Поле (Сербія)
  - Метохія
- Македонія (Греція, Болгарія, Республіка Македонія, Сербія)
  - Вардарська Македонія (Республіка Македонія)
    - Боймія
    - Маріово
    - Осоговія
    - Пелагонія
    - Полог
    - Тиквеш
    - Чеч

  - Егейська Македонія (Греція)
    - Меглена

  - Пиринський край (Болгарія)
- Метохія (Сербія)
- Мезія або Мізія (Болгарія, Сербія)
- Паганія (Хорватія, Боснія і Герцеговина)
- Пелопоннес або Морея (Греція)
- Рагуза (Хорватія, Чорногорія)
- Рашка (Сербія, Боснія і Герцеговина)
- Румелія (Болгарія, Туреччина, Греція, Румунія)
  - Східна Румелія (Болгарія)
- Санджак (Сербія, Чорногорія, Боснія)
- Північна Албанія (Албанія, Метохія, Чорногорія)
- Семберія (Боснія і Герцеговина)
- Сербія (Сербія)
  - Стара Сербія (Рашка, Косово, Гора, Метохія, Македонія, Північна Албанія, Санджак, Південна Сербія)
- Травунія (Хорватія, Боснія і Герцеговина, Чорногорія)
- Фессалія (Греція)
- Фракія (Туреччина, Греція, Болгарія)
- Халкідікі (Греція)
- Центральна Хорватія (Хорватія)
  - Цивільна Хорватія (Хорватія)
  - Хорватська Країна (Хорватія)
  - Хорватське Примор'я (Хорватія)
- Чорногорія або Зета (Сербія, Чорногорія)
  - Стара Чорногорія (Чорногорія)
  - Чорногорська Брда (Чорногорія)
  - Чорногорське Примор'я (Чорногорія)
- Шоплук (Болгарія, Сербія)
- Шумадія (Сербія)
- Етолія (Греція)
- Епір (Греція, Албанія)
  - Чамерія (Греція, Албанія)

## Сусідні землі
- Банат (Румунія, Сербія, Угорщина)
- Бараня (Угорщина, Хорватія)
- Бачка (Сербія, Угорщина)
- Волощина (Румунія)
  - Мунтенія (Румунія)
  - Олтенія (Румунія)
- Воєводина (Сербія)
- Воєнна Границя (Хорватія, Сербія, Румунія)
  - Банатська Країна (Сербія, Румунія)
  - Хорватська Країна (Хорватія)
  - Славонська Країна (Хорватія, Сербія)
- Дакія (Румунія, Сербія, Угорщина)
- Іонічні острови (Греція)
- Крайна (Словенія)
- Каринтія або Карантанія (Словенія, Австрія)
- Крит (Греція)
- Паннонія (Хорватія, Угорщина, Сербія)
- Прекмур'я (Словенія, Угорщина)
- Славонія (Хорватія, Сербія)
- Споради (Греція)
- Срем (Сербія, Хорватія)
  - Подлуже (Сербія)
  - Шокадія (Хорватія)
  - Спачва (Хорватія)
- Штирія (Словенія, Австрія)
  - Верхня Штирія (Австрія)
  - Нижня Штирія (Словенія)